# 珀納爾希薩爾

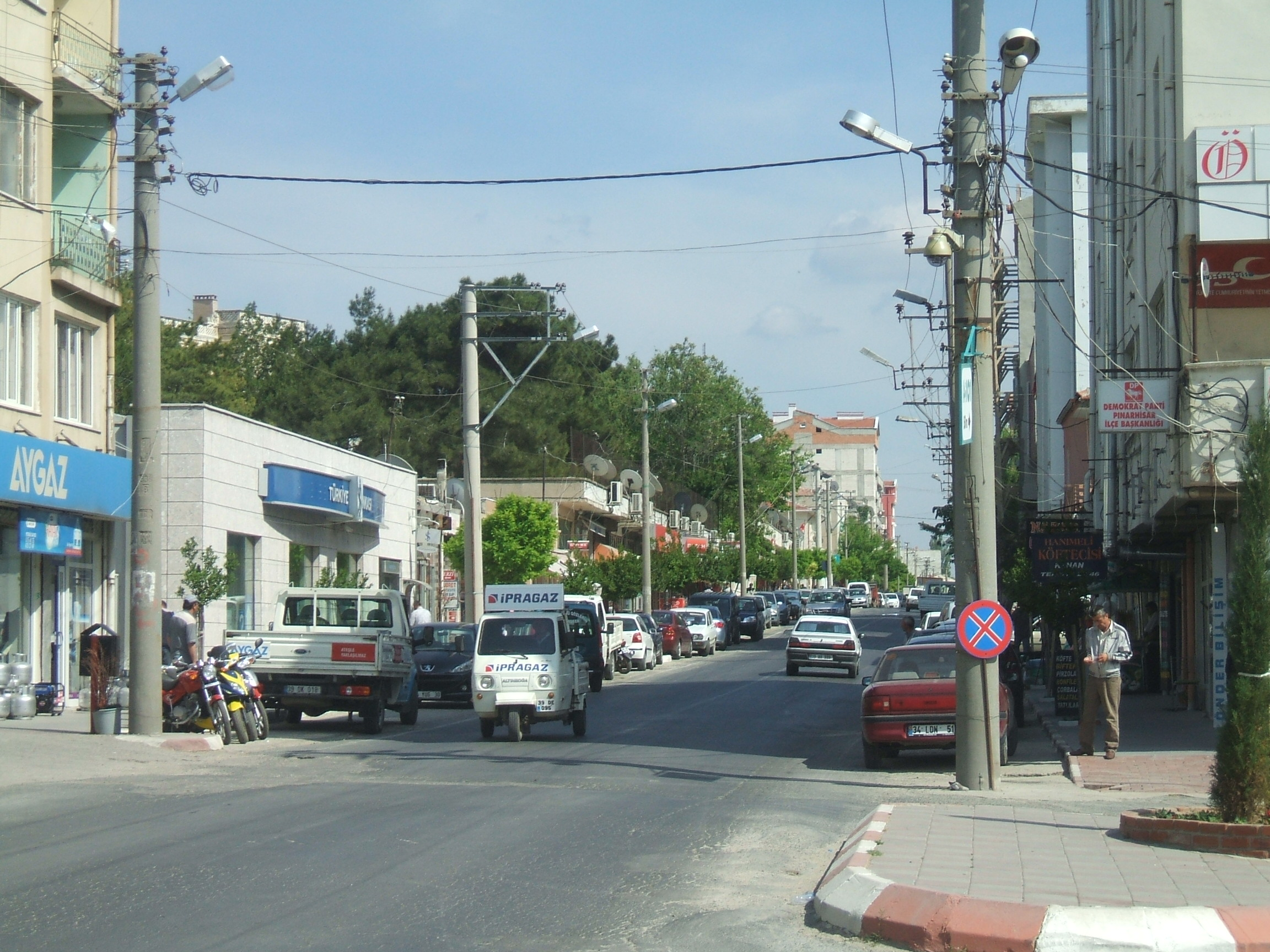
Pınarhisar

珀納爾希薩爾是土耳其的城鎮，由克爾克拉雷利省負責管轄，位於該國西北部，面積581平方公里，海拔高度192米，該鎮在第二次巴爾幹戰爭前由保加利亞管治，2011年人口10,789。
41°37′N 27°31′E / 41.617°N 27.517°E